# Campionati europei di atletica leggera 2010 - 400 metri piani maschili
La competizione si svolgerà tra il 26 ed il 30 luglio 2010.

## Podio
| #       | Atleta          | Nazionalità | Tempo | Note                                     |
| ------- | --------------- | ----------- | ----- | ---------------------------------------- |
| Oro     | Kévin Borlée    | Belgio      | 45"08 | Miglior prestazione personale stagionale |
| Argento | Michael Bingham | Regno Unito | 45"23 |                                          |
| Bronzo  | Martyn Rooney   | Regno Unito | 45"23 |                                          |

## Record
Prima di questa competizione, il record del mondo (RM), il record europeo (EU) ed il record dei campionati (RC) sono i seguenti:
| Record                | Prestazione | Atleta                        | Data                              | Competizione              |
| --------------------- | ----------- | ----------------------------- | --------------------------------- | ------------------------- |
| Record mondiale       | 43"18       | Michael Johnson Stati Uniti   | 26 agosto 1999 Siviglia, Spagna   | Campionati del mondo 1999 |
| Record europeo        | 44"33       | Thomas Schönlebe Germania Est | 3 settembre 1997 Roma, Italia     |                           |
| Record dei campionati | 44"52       | Iwan Thomas Regno Unito       | 21 agosto 1998 Budapest, Ungheria | Campionati europei 1998   |

## Programma
| Data           | Ora   | Turno      |
| -------------- | ----- | ---------- |
| 27 luglio 2010 | 11:00 | 1º turno   |
| 28 luglio 2010 | 19:00 | Semifinali |
| 30 luglio 2010 | 21:25 | Finale     |

## Risultati

### 1º turno
Passano il turno i primi 4 di ogni batteria più i migliori 4 tempi.

#### Batteria 1
| Pos. | Corsia | Nome             | Paese       | T.reazione | Tempo | Note |
| ---- | ------ | ---------------- | ----------- | ---------- | ----- | ---- |
| 1    | 5      | Kévin Borlée     | Belgio      | 0.185      | 45"71 | Q    |
| 2    | 8      | Martyn Rooney    | Regno Unito | 0.210      | 45"72 | Q    |
| 3    | 6      | Andrea Barberi   | Italia      | 0.179      | 46"05 | Q,   |
| 4    | 4      | Cătălin Cîmpeanu | Romania     | 0.295      | 46"17 | Q,   |
| 5    | 7      | Maksim Dyldin    | Russia      | 0.249      | 46"21 | q    |
| 6    | 3      | Gordon Kennedy   | Irlanda     | 0.233      | 46"63 | q    |
| 7    | 2      | Ivano Bucci      | San Marino  | 0.224      | 49"03 |      |

#### Batteria 2
| Pos. | Corsia | Nome                | Paese    | T.reazione | Tempo | Note                                     |
| ---- | ------ | ------------------- | -------- | ---------- | ----- | ---------------------------------------- |
| 1    | 4      | Jonathan Borlée     | Belgio   | 0.193      | 45"91 | Q                                        |
| 2    | 6      | Yannick Fonsat      | Francia  | 0.236      | 46"26 | Q                                        |
| 3    | 8      | Marcin Marciniszyn  | Polonia  | 0.282      | 46"31 | Q                                        |
| 4    | 7      | Dimítrios Grávalos  | Grecia   | 0.195      | 46"56 | Q                                        |
| 5    | 2      | Sebastjan Jagarinec | Slovenia | 0.268      | 46"75 | q                                        |
| 6    | 3      | Mark Ujakpor        | Spagna   | 0.189      | 46"85 | Miglior prestazione personale stagionale |
| 7    | 5      | Myhaylo Knysh       | Ucraina  | 0.268      | 46"86 |                                          |

#### Batteria 3
| Pos. | Corsia | Nome              | Paese      | T.reazione | Tempo | Note |
| ---- | ------ | ----------------- | ---------- | ---------- | ----- | ---- |
| 1    | 3      | David Gillick     | Irlanda    | 0.189      | 45"84 | Q    |
| 2    | 2      | Dmytro Ostrovskyy | Ucraina    | 0.204      | 45"98 | Q    |
| 3    | 6      | Arnaud Destatte   | Belgio     | 0.197      | 46"42 | Q    |
| 4    | 8      | Marc Orozco       | Spagna     | 0.177      | 47"19 | Q    |
| 5    | 4      | Nicklas Hyde      | Danimarca  | 0.224      | 48"65 |      |
| –    | 7      | Clemens Zeller    | Austria    | 0.213      | NF    |      |
| –    | 5      | Peter Znava       | Slovacchia | 0.213      | NF    |      |

#### Batteria 4
| Pos. | Corsia | Nome             | Paese       | T.reazione | Tempo | Note |
| ---- | ------ | ---------------- | ----------- | ---------- | ----- | ---- |
| 1    | 3      | Vladimir Krasnov | Russia      | 0.284      | 46"07 | Q    |
| 2    | 5      | Teddy Venel      | Francia     | 0.196      | 46"18 | Q    |
| 3    | 7      | Conrad Williams  | Regno Unito | 0.257      | 46"35 | Q    |
| 4    | 2      | Piotr Klimczak   | Polonia     | 0.244      | 46"81 | Q    |
| 5    | 6      | Brian Gregan     | Irlanda     | 0.225      | 46"90 |      |
| 6    | 4      | Máté Lukács      | Ungheria    | 0.200      | 47"74 |      |

#### Batteria 5
| Pos. | Corsia | Nome              | Paese       | T.reazione | Tempo | Note |
| ---- | ------ | ----------------- | ----------- | ---------- | ----- | ---- |
| 1    | 4      | Michael Bingham   | Regno Unito | 0.205      | 45"49 | Q    |
| 2    | 6      | Leslie Djhone     | Francia     | 0.197      | 45"79 | Q    |
| 3    | 3      | Kacper Kozłowski  | Polonia     | 0.192      | 45"97 | Q    |
| 4    | 5      | Marco Vistalli    | Italia      | 0.266      | 46"06 | Q    |
| 5    | 7      | Pétros Kiriakídis | Grecia      | 0.236      | 46"65 | q,   |
| 6    | 2      | Volodymyr Burakov | Ucraina     | 0.278      | 47"03 |      |

#### Sommario
| Pos. | Batteria | Corsia | Nome                | Paese       | Tempo | Note                                     |
| ---- | -------- | ------ | ------------------- | ----------- | ----- | ---------------------------------------- |
| 1    | 5        | 4      | Michael Bingham     | Regno Unito | 45"49 | Q                                        |
| 2    | 1        | 5      | Kévin Borlée        | Belgio      | 45"71 | Q                                        |
| 3    | 1        | 8      | Martyn Rooney       | Regno Unito | 45"72 | Q                                        |
| 4    | 5        | 6      | Leslie Djhone       | Francia     | 45"79 | Q                                        |
| 5    | 3        | 3      | David Gillick       | Irlanda     | 45"84 | Q                                        |
| 6    | 2        | 4      | Jonathan Borlée     | Belgio      | 45"91 | Q                                        |
| 7    | 5        | 3      | Kacper Kozłowski    | Polonia     | 45"97 | Q                                        |
| 8    | 3        | 2      | Dmytro Ostrovskyy   | Ucraina     | 45"98 | Q                                        |
| 9    | 1        | 6      | Andrea Barberi      | Italia      | 46"05 | Q,                                       |
| 10   | 5        | 5      | Marco Vistalli      | Italia      | 46"06 | Q                                        |
| 11   | 4        | 3      | Vladimir Krasnov    | Russia      | 46"07 | Q                                        |
| 12   | 1        | 4      | Cătălin Cîmpeanu    | Romania     | 46"17 | Q,                                       |
| 13   | 4        | 5      | Teddy Venel         | Francia     | 46"18 | Q                                        |
| 14   | 1        | 7      | Maksim Dyldin       | Russia      | 46"21 | q                                        |
| 15   | 2        | 6      | Yannick Fonsat      | Francia     | 46"26 | Q                                        |
| 16   | 2        | 8      | Marcin Marciniszyn  | Polonia     | 46"31 | Q                                        |
| 17   | 4        | 7      | Conrad Williams     | Regno Unito | 46"35 | Q                                        |
| 18   | 3        | 6      | Arnaud Destatte     | Belgio      | 46"42 | Q                                        |
| 19   | 2        | 7      | Dimítrios Grávalos  | Grecia      | 46"56 | Q                                        |
| 20   | 1        | 3      | Gordon Kennedy      | Irlanda     | 46"63 | q                                        |
| 21   | 5        | 7      | Pétros Kiriakídis   | Grecia      | 46"65 | q,                                       |
| 22   | 2        | 2      | Sebastjan Jagarinec | Slovenia    | 46"75 | q                                        |
| 23   | 4        | 2      | Piotr Klimczak      | Polonia     | 46"81 | Q                                        |
| 24   | 2        | 3      | Mark Ujakpor        | Spagna      | 46"85 | Miglior prestazione personale stagionale |
| 25   | 2        | 5      | Myhaylo Knysh       | Ucraina     | 46"86 |                                          |
| 26   | 4        | 6      | Brian Gregan        | Irlanda     | 46"90 |                                          |
| 27   | 5        | 2      | Volodymyr Burakov   | Ucraina     | 47"03 |                                          |
| 28   | 3        | 8      | Marc Orozco         | Spagna      | 47"19 | Q                                        |
| 29   | 4        | 4      | Máté Lukács         | Ungheria    | 47"74 |                                          |
| 30   | 3        | 4      | Nicklas Hyde        | Danimarca   | 48"65 |                                          |
| 31   | 1        | 2      | Ivano Bucci         | San Marino  | 49"03 |                                          |
| –    | 3        | 7      | Clemens Zeller      | Austria     | NF    |                                          |
| –    | 3        | 5      | Peter Znava         | Slovacchia  | NF    |                                          |

### Semifinali
Passano alla finale i primi 2 di ogni semifinale (Q) più i migliori 2 tempi (q).

#### Semifinale 1
| Pos. | Corsia | Nome                | Paese       | Tempo | Note                                     |
| ---- | ------ | ------------------- | ----------- | ----- | ---------------------------------------- |
| 1    | 4      | Jonathan Borlée     | Belgio      | 44"71 | Q,                                       |
| 2    | 5      | Leslie Djhone       | Francia     | 44"87 | Q,                                       |
| 3    | 6      | Martyn Rooney       | Regno Unito | 45"00 | q                                        |
| 4    | 7      | Marcin Marciniszyn  | Polonia     | 45"58 | Miglior prestazione personale stagionale |
| 5    | 3      | Andrea Barberi      | Italia      | 45"63 | Miglior prestazione personale stagionale |
| 6    | 2      | Sebastian Jagarinec | Slovenia    | 46"13 | Miglior prestazione personale            |
| 7    | 8      | Dimitrios Gravalos  | Grecia      | 46"30 | Miglior prestazione personale stagionale |
| 8    | 1      | Marc Orozco         | Spagna      | 46"96 |                                          |

#### Semifinale 2
| Pos. | Corsia | Nome              | Paese       | Tempo | Note                                     |
| ---- | ------ | ----------------- | ----------- | ----- | ---------------------------------------- |
| 1    | 6      | David Gillick     | Irlanda     | 44"79 | Q,                                       |
| 2    | 4      | Michael Bingham   | Regno Unito | 44"88 | Q,                                       |
| 3    | 3      | Kacper Kozlowski  | Polonia     | 45"24 | q,                                       |
| 4    | 8      | Marco Vistalli    | Italia      | 45"38 | Miglior prestazione personale            |
| 5    | 5      | Teddy Venel       | Francia     | 45"55 | Miglior prestazione personale stagionale |
| 6    | 2      | Maksim Dyldin     | Russia      | 45"66 | Miglior prestazione personale stagionale |
| 7    | 7      | Arnaud Destatte   | Belgio      | 46"38 |                                          |
| 8    | 1      | Pétros Kiriakidís | Grecia      | 46"90 |                                          |

#### Semifinale 3
| Pos. | Corsia | Nome              | Paese       | Tempo | Note |
| ---- | ------ | ----------------- | ----------- | ----- | ---- |
| 1    | 4      | Kévin Borlée      | Belgio      | 45"32 | Q    |
| 2    | 5      | Vladimir Krasnov  | Russia      | 45"64 | Q    |
| 3    | 6      | Dmytro Ostrovskyy | Ucraina     | 45"81 |      |
| 4    | 3      | Yannick Fonsat    | Francia     | 46"03 |      |
| 5    | 7      | Cătălin Cîmpeanu  | Romania     | 46"43 |      |
| 6    | 8      | Conrad Williams   | Regno Unito | 46"60 |      |
| 7    | 2      | Piotr Klimczak    | Polonia     | 46"68 |      |
| 8    | 1      | Gordon Kennedy    | Irlanda     | 46"72 |      |

#### Sommario
| Pos. | Batteria | Corsia | Nome                | Paese       | Tempo | Note                                     |
| ---- | -------- | ------ | ------------------- | ----------- | ----- | ---------------------------------------- |
| 1    | 1        | 4      | Jonathan Borlée     | Belgio      | 44"71 | Q,                                       |
| 2    | 2        | 6      | David Gillick       | Irlanda     | 44"79 | Q,                                       |
| 3    | 1        | 5      | Leslie Djhone       | Francia     | 44"87 | Q,                                       |
| 4    | 2        | 4      | Michael Bingham     | Regno Unito | 44"88 | Q,                                       |
| 5    | 1        | 6      | Martyn Rooney       | Regno Unito | 45"00 | q                                        |
| 6    | 2        | 3      | Kacper Kozlowski    | Polonia     | 45"24 | q,                                       |
| 7    | 3        | 4      | Kévin Borlée        | Belgio      | 45"32 | Q                                        |
| 8    | 2        | 8      | Marco Vistalli      | Italia      | 45"38 | Miglior prestazione personale            |
| 9    | 2        | 5      | Teddy Venel         | Francia     | 45"55 | Miglior prestazione personale stagionale |
| 10   | 1        | 7      | Marcin Marciniszyn  | Polonia     | 45"58 | Miglior prestazione personale stagionale |
| 11   | 1        | 3      | Andrea Barberi      | Italia      | 45"63 | Miglior prestazione personale stagionale |
| 12   | 3        | 5      | Vladimir Krasnov    | Russia      | 45"64 | Q                                        |
| 13   | 2        | 2      | Maksim Dyldin       | Russia      | 45"66 | Miglior prestazione personale stagionale |
| 14   | 3        | 6      | Dmytro Ostrovskyy   | Ucraina     | 45"81 |                                          |
| 15   | 3        | 3      | Yannick Fonsat      | Francia     | 46"03 |                                          |
| 16   | 1        | 2      | Sebastian Jagarinec | Slovenia    | 46"13 | Miglior prestazione personale            |
| 17   | 1        | 8      | Dimitrios Gravalos  | Grecia      | 46"30 | Miglior prestazione personale stagionale |
| 18   | 2        | 7      | Arnaud Destatte     | Belgio      | 46"38 |                                          |
| 19   | 3        | 7      | Cătălin Cîmpeanu    | Romania     | 46"43 |                                          |
| 20   | 3        | 8      | Conrad Williams     | Regno Unito | 46"60 |                                          |
| 21   | 3        | 2      | Piotr Klimczak      | Polonia     | 46"68 |                                          |
| 22   | 3        | 1      | Gordon Kennedy      | Irlanda     | 46"72 |                                          |
| 23   | 2        | 1      | Pétros Kiriakidís   | Grecia      | 46"90 |                                          |
| 24   | 1        | 1      | Marc Orozco         | Spagna      | 46"96 |                                          |

### Finale
| Pos.    | Corsia | Nome             | Paese       | Tempo | Note                                     |
| ------- | ------ | ---------------- | ----------- | ----- | ---------------------------------------- |
| Oro     | 6      | Kévin Borlée     | Belgio      | 45"08 | Miglior prestazione personale stagionale |
| Argento | 8      | Michael Bingham  | Regno Unito | 45"23 |                                          |
| Bronzo  | 1      | Martyn Rooney    | Regno Unito | 45"23 |                                          |
| 4       | 7      | Vladimir Krasnov | Russia      | 45"24 |                                          |
| 5       | 4      | David Gillick    | Irlanda     | 45"28 |                                          |
| 6       | 5      | Leslie Djhone    | Francia     | 45"30 |                                          |
| 7       | 3      | Jonathan Borlée  | Belgio      | 45"35 |                                          |
| 8       | 2      | Kacper Kozłowski | Polonia     | 46"07 |                                          |